# أرتور باليستر ماركو
أرتور باليستر ماركو (بالإسبانية: Arturo Ballester)‏ هو مصصم جرافك ورسام توضيحي إسباني، ولد في 1892، وتوفي في 21 يونيو 1981.